# Chaetadelpha
Chaetadelpha es un género monotípico de plantas herbáceas perteneciente a la familia  Asteraceae. Su única especie: Chaetadelpha wheeleri A.Gray ex Sereno Watson, es originaria de Norteamérica donde se distribuye por Estados Unidos y México. El género fue descrito por Asa Gray ex S.Watson y publicado en American Naturalist 7(5): 301-302, en el año 1873.

## Descripción
Es una planta perenne con forma de maleza es originaria del oeste de Estados Unidos. Forma un arbusto bajo con abundantes tallos erectos cubiertos con hojas estrechas, largas y muy puntiagudas. Las ramillas emergen de los tallos y cada una lleva una flor cilíndrica que se abre al final  con forma de estrella con cinco lígulas de color blanco o púrpura pálido. El centro de cada cabeza está llena de polen en las rizadas anteras. Esta especie se encuentra  en la arena y matorrales, sobre todo en las regiones desérticas.